# Ekonomisk region (Finland)
En ekonomisk region (finska: seutukunta) är en regional enhet i Finland, som omfattar flera kommuner. Varje kommun i Finland hör till en ekonomisk region, och regionens kommuner skall även tillhöra ett och samma landskap. En ekonomisk region utgör ett basområde för regionalpolitiskt stöd. Inbördes samarbete mellan kommunerna och arbetspendling över kommungränserna är det främsta kriteriet vid bildandet av en ekonomisk region. Själva indelningen fastställs av inrikesministeriet, medan ekonomiska regionen själv fastställer dess namn.
I Finlands NUTS-indelning representerar de ekonomiska regionerna nivån LAU 1 (f.d. NUTS 4). NUTS-indelningen (franska: Nomenclature des unités territoriales statistiques) har utarbetats av EU:s statistikmyndighet Eurostat.

## Geografisk uppdelning
Finland är indelat i totalt 70 (år 2011) ekonomiska regioner, och varje regionenhet har fått en specifik nationell kod.

### Lista över Finlands ekonomiska regioner
| Ekonomisk region                        | Kod | Landskap              | Folkmängd |
| --------------------------------------- | --- | --------------------- | --------- |
| Helsingfors ekonomiska region           | 011 | Nyland                | 1 460 812 |
| Raseborgs ekonomiska region             | 014 | Nyland                | 43 513    |
| Borgå ekonomiska region                 | 015 | Nyland                | 58 369    |
| Lovisa ekonomiska region                | 016 | Nyland                | 18 282    |
| Åboland                                 | 021 | Egentliga Finland     | 22 562    |
| Salo ekonomiska region                  | 022 | Egentliga Finland     | 63 745    |
| Åbo ekonomiska region                   | 023 | Egentliga Finland     | 316 184   |
| Nystadsregionen                         | 024 | Egentliga Finland     | 31 033    |
| Loimaa ekonomiska region                | 025 | Egentliga Finland     | 37 091    |
| Raumo ekonomiska region                 | 041 | Satakunta             | 65 441    |
| Björneborgs ekonomiska region           | 043 | Satakunta             | 137 261   |
| Norra Satakunta ekonomiska region       | 044 | Satakunta             | 21 856    |
| Tavastehus ekonomiska region            | 051 | Egentliga Tavastland  | 94 208    |
| Riihimäki ekonomiska region             | 052 | Egentliga Tavastland  | 46 443    |
| Forssa ekonomiska region                | 053 | Egentliga Tavastland  | 34 734    |
| Nordvästra Birkalands ekonomiska region | 061 | Birkaland             | 16 249    |
| Södra Birkalands ekonomiska region      | 063 | Birkaland             | 43 389    |
| Tammerfors ekonomiska region            | 064 | Birkaland             | 386 138   |
| Sydvästra Birkalands ekonomiska region  | 068 | Birkaland             | 28 727    |
| Övre Birkalands ekonomiska region       | 069 | Birkaland             | 25 103    |
| Lahtis ekonomiska region                | 071 | Päijänne-Tavastland   | 202 549   |
| Kouvola ekonomiska region               | 081 | Kymmenedalen          | 94 026    |
| Kotka-Fredrikshamns ekonomiska region   | 082 | Kymmenedalen          | 86 990    |
| Villmanstrands ekonomiska region        | 091 | Södra Karelen         | 89 353    |
| Imatra ekonomiska region                | 093 | Södra Karelen         | 42 990    |
| S:t Michels ekonomiska region           | 101 | Södra Savolax         | 73 251    |
| Nyslotts ekonomiska region              | 103 | Södra Savolax         | 48 286    |
| Pieksämäki ekonomiska region            | 105 | Södra Savolax         | 31 272    |
| Övre Savolax ekonomiska region          | 111 | Norra Savolax         | 56 857    |
| Kuopio ekonomiska region                | 112 | Norra Savolax         | 131 397   |
| Nordöstra Savolax ekonomiska region     | 113 | Norra Savolax         | 12 879    |
| Varkaus ekonomiska region               | 114 | Norra Savolax         | 32 343    |
| Inre Savolax ekonomiska region          | 115 | Norra Savolax         | 14 860    |
| Joensuu ekonomiska region               | 122 | Norra Karelen         | 124 054   |
| Mellersta Karelens ekonomiska region    | 124 | Norra Karelen         | 18 574    |
| Pielinen-Karelen                        | 125 | Norra Karelen         | 22 918    |
| Jyväskylä ekonomiska region             | 131 | Mellersta Finland     | 178 387   |
| Joutsa ekonomiska region                | 132 | Mellersta Finland     | 5 626     |
| Keuru ekonomiska region                 | 133 | Mellersta Finland     | 12 126    |
| Jämsä ekonomiska region                 | 134 | Mellersta Finland     | 24 582    |
| Äänekoski ekonomiska region             | 135 | Mellersta Finland     | 22 934    |
| Saarijärvi-Viitasaari ekonomiska region | 138 | Mellersta Finland     | 31 816    |
| Suupohja ekonomiska region              | 141 | Södra Österbotten     | 23 522    |
| Seinäjoki ekonomiska region             | 142 | Södra Österbotten     | 126 341   |
| Kuusiokunnat                            | 144 | Södra Österbotten     | 22 365    |
| Järviseutu ekonomiska region            | 146 | Södra Österbotten     | 21 739    |
| Kyroland                                | 151 | Österbotten           | 12 872    |
| Vasa ekonomiska region                  | 152 | Österbotten           | 99 945    |
| Sydösterbotten                          | 153 | Österbotten           | 17 733    |
| Jakobstadsregionen                      | 154 | Österbotten           | 49 803    |
| Kaustby ekonomiska region               | 161 | Mellersta Österbotten | 15 979    |
| Karleby ekonomiska region               | 162 | Mellersta Österbotten | 52 659    |
| Uleåborgs ekonomiska region             | 171 | Norra Österbotten     | 237 885   |
| Oulunkaari                              | 173 | Norra Österbotten     | 21 089    |
| Brahestads ekonomiska region            | 174 | Norra Österbotten     | 34 474    |
| Haapavesi-Siikalatva ekonomiska region  | 175 | Norra Österbotten     | 14 688    |
| Nivala-Haapajärvi ekonomiska region     | 176 | Norra Österbotten     | 29 976    |
| Ylivieska ekonomiska region             | 177 | Norra Österbotten     | 44 221    |
| Koillismaa ekonomiska region            | 178 | Norra Österbotten     | 20 213    |
| Kehys-Kainuu                            | 181 | Kajanaland            | 23 266    |
| Kajana ekonomiska region                | 182 | Kajanaland            | 56 860    |
| Rovaniemi ekonomiska region             | 191 | Lappland              | 65 263    |
| Kemi-Torneå ekonomiska region           | 192 | Lappland              | 59 807    |
| Tornedalens ekonomiska region           | 193 | Lappland              | 8 239     |
| Östra Lapplands ekonomiska region       | 194 | Lappland              | 17 656    |
| Fjäll-Lapplands ekonomiska region       | 196 | Lappland              | 14 503    |
| Norra Lapplands ekonomiska region       | 197 | Lappland              | 16 926    |
| Mariehamns stad                         | 211 | Åland                 | 11 445    |
| Ålands landsbygd                        | 212 | Åland                 | 15 050    |
| Ålands skärgård                         | 213 | Åland                 | 2 154     |